# متریک کر
متریک کر (یا متریک خلاء) (به انگلیسی: Kerr metric) هندسه فضازمان خالی در اطراف یک سیاهچاله متقارن محوری بدون بار با افق رویدادی که شکل توپولوژیک کروی دارد. متریک کر یک پاسخ کامل برای معادلات میدان اینشتین در نسبیت عام است. این معادلات غیرخطی هستند و یافتن پاسخ دقیق برای آنها دشوار است. متریک کر تعمیم متریک شوارتزشیلد است که در سال ۱۹۱۶ توسط کارل شوارتزشیلد کشف شده بود و هندسه فضازمان در اطراف یک جسم بدون بار متقارن کروی غیرچرخان را توصیف می‌نمود. کمی پس از متریک شوارتزشیلد متریک رایسنر-نوردشتروم کشف شد. اما یافتن پاسخ کامل برای سیاهچاله چرخان بدون بار، یعنی متریک کر، تا سال ۱۹۶۳ طول کشید و سرانجام در این سال توسط روی کر کشف شد. گسترش طبیعی این متریک به یک سیاهچاله چرخان باردار، یعنی متریک کر-نیومن اندکی بعد در سال ۱۹۶۵ کشف شد. این چهار پاسخ مرتبط را می‌توان در جدول زیر خلاصه نمود:
|                 | غیرچرخان(J = ۰)  | چرخان(J ≠ ۰) |
| بدون بار(Q = ۰) | شوارتزشیلد       | کر           |
| باردار(Q ≠ ۰)   | رایسنر-نوردشتروم | کر-نیومن     |

که در ان Q بار الکتریکی و J تکانه زاویه ای چرخش است.